# Ar-Rahmanijja
Ar-Rahmanijja (arab. الرحمانية) – miasto w Egipcie, w muhafazie Al-Buhajra. W 2006 roku liczyło 29 393 mieszkańców.